# Levitone
Il levitone è una quasiparticella teorizzata nel 1996 dal fisico russo Leonid Levitov, da cui prende il nome.
Il 24 ottobre 2013 venne confermata la sua esistenza dagli scienziati del gruppo di nanoelettronica, Service de Physique de l'Etat Condense dell'IRAMIS/DSM a Saclay, in Francia.